# 三浦恭資
三浦 恭資（みうら きょうし、1961年1月9日 - ）は、日本の自転車プロロードレーサー。佐賀県鳥栖市出身。日本では「キング」と呼ばれる。マウンテンバイク（クロスカントリー）でも活躍し、オリンピックに出場した。日本代表チームの監督も務めていた。

## 来歴
中学時代にツール・ド・フランスのテレビ放送をきっかけに自転車に目覚め、鳥栖工業高2年でインターハイに出場。卒業後、多くの実業団で活躍し、フランス、オランダ、アメリカなどでも活動。
1987年スイスのティーグラー、翌1988年エリートチームのマビックティチノビッタと契約。同年、ソウル五輪に出場。1990年のツール・ド・おきなわと1991年の宇都宮国際ロードレース（現・ジャパンカップサイクルロードレース）で優勝。1994年から1997年まで、ベルギーのサクソントニスタイナーでプロ契約選手として活動。MTBでもアジア王座を獲得し、アトランタ五輪に出場。シドニー五輪にもコーチとして参加。
2000年に「キナンCCD」を設立。UCIコンチネンタルプロチーム設立に参加。2002年には台湾チーム「GIANT A.R.T.」設立に参加。2007年現在も現役選手でありつつ、日本のナショナルチーム監督を務めている。
2009年にはツール・ド・おきなわ市民レース130キロメートル部門に出場し、スプリント勝負を制して優勝している
2014年、サイクルベースあさひより本人監修のもとMUUR ZEROとしてカーボンフレームのST-1、アルミフレームのST-2を発売した。また、台数限定でST-1フレームセットも発売されていた。

## 注
1. ↑  BIKE&HIKE
2. ↑  2009年 ツール・ド・おきなわ リザルト